# قاعده‌های بخش‌پذیری

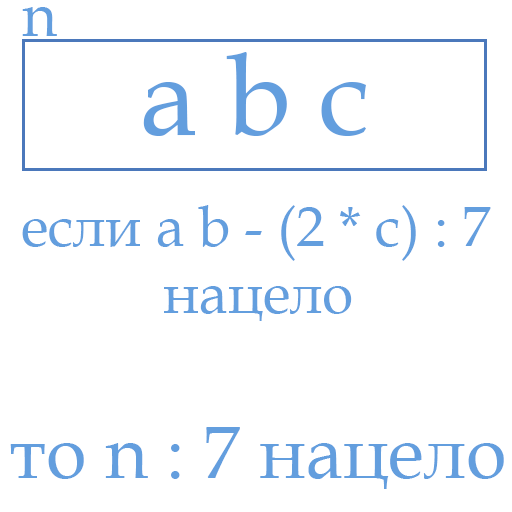
قاعده‌های بخش‌پذیری

بخش‌پذیری از ساده‌ترین و بنیادی‌ترین مفاهیم ریاضی است و بارزترین نتیجه‌ی نظریه اعداد که قضیه الگوریتم است. این مفهوم در عین اینکه مفهوم ساده و همه فهم، است اما  دارای مسائل دشوار و پیچیده  نیز است.
```
 a=bq+r
```

این قضیه که به قضیه الگوریتم شهرت دارد بیان می‌دارد که باقی‌مانده تقسیم یک عدد بر عدد دیگر برابر r می‌باشد. البته به یک شرط مهم که باقی‌مانده باید بزرگتر مساوی صفر و کوچکتر از خارج قسمت باشد.
حالت خاص این مورد این است که باقی‌مانده برابر صفر باشد که در این صورت می‌گوییم :عددa برb بخش‌پذیر است.
تعیین قاعدهٔ بخش‌پذیری بر اعدادی که یکان آن‌ها ۳،۷،۹ باشد:
اگر یکان عددی ۳ یا ۷ یا ۹ باشد باید کاری کنیم که آن عدد به مضربی از خود عدد که یکان آن یک باشد تبدیل شود. 
مثلاً اگریکان ۳ بود باید عدد را در ۷ و اگر یکان ۷ بود عدد را در ۳ و اگر عدد یکانش ۹ بود باید در ۹ ضرب شود. سپس حاصل‌ضرب به‌دست آمده را به غیر از یکان آن‌، از عدد کم می‌کنیم. عددی را که در این عملیات به‌دست می‌آید به این صورت در قاعده به کار می‌بریم.
مانند مثال: می‌خواهیم قاعده بخش‌پذیری بر ۱۳ را پیدا کنیم. ابتدا آن را در ۷ ضرب می‌کنیم تا یکان آن برابر با یک شود. حاصل به‌دست آمده را که ۹۱ است به غیر از یکان یعنی عدد ۹ را از ۱۳ کم می‌کنیم حاصل برابر با ۴ می‌شود. در اینجا قاعده بخش پذیری بر ۱۳ به‌دست می‌آید: (۴برابر یکان + بقیه ارقام)؛ که باید بر ۱۳ بخش‌پذیر باشد. 
```
 (۴= ۹–۱۳ ۹۱= ۷ ×۱۳)
    امتحان این قاعده :  
```

```
       ۱۳= ۵+ ۸    ۸= ۲× ۴       ۵۲ = ۲۰ + ۳۲       ۲۰ = ۵× ۴          ۴۲۵ 
```

تعیین قاعدهٔ بخش‌پذیری بر اعدادی که یکان آنها۱ باشد :
در این روش باید به جز یکان بقیه ارقام را در نظر بگیریم و قاعده را به‌دست آوریم مانند مثال زیر :
```
می‌خواهیم قاعده بخش‌پذیری بر عدد ۳۱ را پیدا کنیم. ابتدا باید به جز یکان بقیه ارقام را در نظر بگیریم و قاعده‌ای به این صورت به‌دست آوریم:
```

۳ برابر یکان را از بقیه ارقام کم کرده عدد حاصل باید صفر باشد تا بر ۳۱ بخش‌پذیر باشد.
برای قاعده دوم می‌توان گفت با تقسیم بقیه ارقام بر یکان، عددی را که یکان باید در آن ضرب شود به‌دست می‌آوریم.
نکته : به‌دست آوردن قاعده بخش‌پذیری بر اعدادی با یکان (۱) از روش بالا که برای ۳و ۷و ۹ به کار می‌رفت میسر است ولی طولانی می‌شود.
۱) قاعده بخش‌پذیری بر ۷ : ۵ برابر یکان + بقیه ارقام باید بر ۷ بخش‌پذیر باشد. ( ۵= ۲- ۷ و ۲۱ = ۳ × ۷ )
قاعده بخش‌پذیری بر ۵ : تمام اعدادی که یکان آنها ۰ و ۵ باشد به عدد ۵ بخش پذیر هستند .
```
    مثال :               ۱۴= ۹ + ۵        ۵= ۱× ۵            ۹۱                          ۶۳ = ۲۸ + ۳۵      ۳۵ = ۵×۷    ۲۸۷ = ۲۵ + ۲۶۲       ۲۵ = ۵ × ۵      ۲۶۲۵
```

## متن عنوان
```
                          ۲۱=۱۵+۶    ۱۵ = ۵×۳     ۶۳ = ۳۵ + ۲۸   
```

البته یه قاعده دیگر هم برای بخش‌پذیری بر ۷ هست به این صورت که ۲برابر یکان را از بقیه ارقام باقی‌مانده کم می‌کنیم، حاصل باید بر ۷ بخش‌پذیر باشد.
۲ ) قاعده بخش‌پذیری بر۱۳ : ۴ برابر یکان + بقیه ارقام باید بر۱۳ بخش‌پذیر باشد. ( ۴= ۹-۱۳ ۹۱= ۷ ×۱۳ )
```
مثال : ۱۳= ۵ + ۸    ۸= ۲ × ۴       ۵۲ = ۲۰ + ۳۲       ۲۰ = ۵ × ۴     ۳۲۵ 
```

۳ ) قاعده بخش‌پذیری بر۱۹ : ۲ برابر یکان + بقیه ارقام باید بر ۱۹ بخش‌پذیر باشد. ( ۲= ۱۷ – ۱۹ ۱۷۱ = ۹ × ۱۹ )
مثال : 
```
                                   ۱۹= ۶+۱۳       ۶= ۳×۲         ۱۳۳
```

```
                         ۱۶ = ۸ ×۲     ۲۲۸ = ۱۶ + ۲۱۲     ۱۶= ۸ ×۲    ۲۱۲۸ 
```

```
               ۱۹= ۳+۱۶  ۱۶= ۸×۲    ۳۸ = ۱۶ +۲۲     
```

۴ ) قاعده بخش‌پذیری بر۲۹ : ۳ برابر یکان + بقیه ارقام باید بر ۲۹ بخش‌پذیر باشد. ( ۳= ۲۶ – ۲۹ ۲۶۱ = ۹ × ۲۹ )
```
   ۲۹ = ۵+۲۴     ۲۴= ۸×۳     ۵۸ = ۱۵ +۴۳     ۱۵ = ۵×۳            ۳۴۵ 
```

```
   ۲۹= ۱۸ +۱۱     ۱۸ = ۶×۳     ۱۱۶ = ۱۲ + ۱۰۴   ۱۲ = ۴×۳      ۱۰۴۴
```

۵ ) قاعده بخش‌پذیری بر۳۳ : ۱۰ برابر یکان + بقیه ارقام باید بر ۳۳ بخش‌پذیر باشد. ( ۱۰= ۲۳ – ۳۳ ۲۳۱ = ۷ × ۳۳ )
```
    ۳۳= ۲۰ +۱۳  ۲۰ = ۲×۱۰    ۱۳۲ = ۶۰ +۷۲      ۶۰ = ۶ ×۱۰     ۷۲۶
```

```
   ۶۶ = ۵۰ +۱۶    ۵۰ = ۵ ×۱۰     ۱۶۵ = ۱۰ + ۱۵۵    ۱۰ = ۱× ۱۰  ۱۵۵۱
```

۶ ) قاعده بخش‌پذیری بر۴۹ : ۵ برابر یکان + بقیه ارقام باید بر ۴۹ بخش‌پذیر باشد. ( ۵= ۴۴– ۴۹ ۴۴۱ = ۹ × ۴۹ )
```
                                         ۴۹ = ۲۵ + ۲۴        ۲۵ = ۵×۵      ۲۴۵
```

۴۹ = ۲۰ + ۲۹ ۲۰ = ۴×۵ ۲۹۴ = ۳۵ + ۲۹۵ ۳۵ = ۷×۵ ۲۵۹۷
۷ ) قاعده بخش‌پذیری بر۵۷ : ۴۰ برابر یکان + بقیه ارقام باید بر۵۷ بخش‌پذیر باشد. ( ۴۰=۱۷– ۵۷ ۱۷۱ = ۳ ×۵۷)
```
                       ۸۰ = ۲×۴۰  ۳۴۲ = ۲۸۰ +۶۲   ۲۸۰ = ۷ ×۴۰    ۶۲۷
```

```
                    ۱۶۰ = ۴ ×۴۰   ۱۱۴  = ۸۰ + ۳۴  
```

```
          ۵۷ = ۴۰ + ۱۷    ۴۰ = ۱ × ۴۰     ۱۷۱ = ۱۶۰ +۱۱
```

تذکر : اگر عدد به‌دست آمده از انجام عملیات قاعده، غیرقابل تشخیص باشد یعنی نفهمیم بخش‌پذیر هست یا نیست باید عملیات را تا به‌دست آمدن عدد ادامه دهیم .
```
۱ ) قاعده بخش‌پذیری بر۱۱ اگر  یکان را از  بقیه ارقام کم کنیم    باید بر۱۱ بخش‌پذیر باشد. 
```

```
   مثال :                                                ۰ = ۱-۱     ۱۱= ۱- ۱۲      ۱۲۱
```

```
                                                        ۰ = ۲-۲      ۲۲ = ۵ – ۲۷      ۲۷۵
```

قاعده دیگری برای بخش‌پذیری بر ۱۱: ۱۰ برابر یکان + بقیه ارقام بر ۱۱ بخش‌پذیر باشد . 
```
   مثال:                                       ۳۳= ۲۰ +۱۳     ۲۰ = ۲× ۱۰      ۱۳۲
```

۲) قاعده بخش‌پذیری بر۲۱ : اگر۲ برابر یکان را از بقیه ارقام کم کنیم باید صفر شود. 
مثال : ۰ = ۲-۲ ۲= ۱×۲ ۲۱ = ۱۰ – ۳۱ ۱۰ = ۵ × ۲ ۳۱۵
```
         ۰ = ۴-۴       ۴= ۲×۲       ۴۲ = ۱۴ – ۵۶        ۱۴ = ۷ ×۲        ۵۶۷
```

۳ ) قاعده بخش‌پذیری بر۳۱ : اگر ۳ برابر یکان را از بقیه ارقام کم کنیم، حاصل برابر صفر شود. 
```
مثال :           ۰ = ۶-۶    ۶= ۲×۳    ۶۲ = = ۱۸ – ۸۰     ۱۸ = ۶ ×۳    ۸۰۶ 
```

```
                 ۰ = ۹-۹     ۹ = ۳×۳      ۹۳ = ۱۵ – ۱۰۸    ۱۵= ۵×۳     ۱۰۸۵
```

۴ ) قاعده بخش‌پذیری بر۵۱ : اگر ۵ برابر یکان را از بقیه ارقام کم کنیم، حاصل برابر صفر شود.
```
مثال :     ۰ = ۱۰ -۱۰   ۱۰= ۲×۵     ۱۰۲ = ۲۰ – ۱۲۲    ۲۰ = ۴×۵     ۱۲۲۴
```

```
                                               ۰ = ۳۵-۳۵       ۳۵ = ۷ × ۵           ۳۵۷
```

۵ ) قاعده بخش‌پذیری بر۷۱ : اگر ۷ برابر یکان را از بقیه ارقام کم کنیم، حاصل برابر صفر شود.
مثال : ۰= ۷ – ۷ ۷ = ۱×۷ ۷۱= ۲۱ – ۹۲ ۲۱= ۳×۷ ۹۲۳
```
                                      ۰ = ۶۳ – ۶۳          ۶۳= ۹ ×۷        ۶۳۹
```

۶ ) قاعده بخش‌پذیری بر۱۰۱ : اگر ۱۰ برابر یکان را از بقیه ارقام کم کنیم، حاصل برابر صفر شود.
مثال:   ۰ = ۱۰ - ۱۰      ۱۰ = ۱ × ۱۰       ۱۰۱ = ۴۰ - ۱۴۱       ۴۰ = ۴ × ۱۰        ۱۴۱۴
```
       ۰ = ۱۰ - ۱۰      ۱۰ = ۱×۱۰       ۱۰۱ = ۳۰ – ۱۳۱       ۳۰ = ۳ × ۱۰        ۱۳۱۳
```

۷ ) قاعده بخش‌پذیری بر۱۱۱ : اگر ۱۱ برابر یکان را از بقیه ارقام کم کنیم، حاصل برابر صفر شود.
```
 مثال :  ۰ = ۱۱ - ۱۱     ۱۱ = ۱ × ۱۱     ۱۱۱ = ۷۷ – ۱۸۸     ۷۷ = ۷ × ۱۱         ۱۸۸۷
```

```
         ۰ = ۲۲ - ۲۲     ۲۲ = ۲ × ۱۱     ۲۲۲ = ۵۵ - ۲۷۷     ۵۵ = ۵ × ۱۱         ۲۷۷۵
```